# Washington Square (Film)
Washington Square (alternativ: Die Erbin vom Washington Square) ist ein US-amerikanisches Filmdrama aus dem Jahr 1997. Regie führte Agnieszka Holland, das Drehbuch schrieb Carol Doyle nach dem gleichnamigen Roman von Henry James.

## Handlung
Die Handlung spielt in New York in der Zeit vor dem Sezessionskrieg. Er zeigt die Entwicklung einer jungen Frau der Oberschicht.
Catherine Sloper lebt alleine mit ihrem Vater, einem erfolgreichen Arzt, und seiner verwitweten Schwester, Lavinia Penniman, in dem titelgebenden Haus am Washington Square. Ihre Mutter starb kurz nach ihrer Geburt im Wochenbett, ihr Bruder wurde nur drei Jahre alt. Beide Todesfälle berührten Catherines Vater sehr. Catherine, in ihrer emotionalen und sozialen Naivität und ihrer intellektuellen Bescheidenheit, ist in seinen Augen ein nicht hinreichender Bestandteil seiner nun reduzierten Familie und er begegnet ihr mit Zurückhaltung, Kälte und Zynismus.
Catherine lernt den jungen, charmanten, intelligenten, aber finanziell unsoliden Morris Townsend kennen und verliebt sich in ihn, als er sie umwirbt. Ihr Vater sieht dies mit Missbilligung. Er vermutet, Townsend habe es auf das Vermögen seiner Tochter abgesehen, und sieht sich durch diesbezügliche Erkundigungen bestätigt.
Morris und Catherine beschließen zu heiraten, doch der Vater verweigert seine Zustimmung – eine Heirat gegen seinen Willen würde bedeuten, dass sie das beträchtliche Vermögen des Vaters nicht erben kann und von dem ihr vermachten Vermögen ihrer Mutter leben müsste.
Um Catherine dem Einfluss von Morris zu entziehen, begibt sich Mr. Sloper mit seiner Tochter auf eine Bildungsreise nach Europa, die er zunächst auf sechs Monate anlegt, dann aber, als Catherine an ihren Heiratsplänen festhält, um ein halbes Jahr verlängert. In dieser Zeit versucht seine Schwester Lavinia, Morris zum Durchhalten zu bewegen.
Für Catherine wird die Heirat zu einer Frage der Loyalität – entweder zu dem Mann, den sie liebt und von dem sie sich wiedergeliebt glaubt, oder zu ihrem Vater, dem sie ebenfalls stark emotional verbunden ist. Der Konflikt zieht sich hin, denn Catherines Vater bleibt hart und unerbittlich. Catherine entwickelt sich über die Auseinandersetzung mit den Reaktionen der beiden von ihr geliebten Männer von einer schüchtern-introvertierten zu einer selbständigeren, reiferen, eher weltgewandten Persönlichkeit.
Es wird mehrfach die Frage gestellt, wen der Vater eigentlich zu schützen gedenkt – das Glück und den Ruf seiner Tochter oder sein eigenes?
Catherine trifft die feste Haltung ihres Vaters sehr, zumal sie mit Kälte und wenig einfühlsam vorgebracht wird. Sie wird jedoch von Morris ebenso enttäuscht, der sich von ihr abwendet, als deutlich wird, dass sich Mr. Slopers Haltung zu einer Heirat der beiden nicht ändern wird.
In den folgenden Jahrzehnten bleibt Catherine trotz mehrerer Offerten unverheiratet. Ihr Vater erkrankt und stirbt. Da sie sich jedoch geweigert hat, sich von ihm den endgültigen Verzicht auf eine  Ehe mit Townsend vorschreiben zu lassen, wird sie tatsächlich in seinem Testament nur mit dem Haus am Washington Square bedacht. Doch Catherine hat von der ihr jährlich zur Verfügung stehenden Summe aus dem Erbe ihrer Mutter nur wenig ausgegeben, so dass sie den Rest ihres Lebens in überschaubarem Wohlstand verbringen kann.
Es kommt noch einmal zu einer Begegnung von Catherine mit Morris Townsend, doch seine neuerliche Werbung wird von ihr nun selbstbewusst zurückgewiesen.

## Kritiken
Roger Ebert schrieb in der Chicago Sun-Times vom 10. Oktober 1997, die Regisseurin interessiere die Darstellung des sonst versteckten Familienlebens – wie im Film Der geheime Garten. Sie erzähle die Geschichte auf eine moderne Weise, obwohl nicht so humorvoll wie in der Romanvorlage („Henry James saw more humor in the story than Holland does“). Jennifer Jason Leigh spiele häufig kühne Charaktere; es sei bemerkenswert, dass sie auch einen zurückhaltenden Charakter so spielen könne, dass jede Aussage mutig wirke.
Kenneth Turan schrieb in der Los Angeles Times vom 10. Oktober 1997, der Film sei kein Erfolg. Das Niveau der Darstellungen sei sehr unterschiedlich und es fehle die Raffinesse.

## Auszeichnungen
Maggie Smith war 1998 für den Chlotrudis Award nominiert.

## Hintergründe
Der Film wurde in Baltimore und in den kalifornischen Bergen – die Alpen darstellen – gedreht. Er hatte am 12. September 1997 auf dem Toronto International Film Festival Weltpremiere. Der Film spielte in den Kinos der USA ca. 1,7 Millionen US-Dollar ein.
Der Roman von Henry James wurde bereits 1949 unter dem Titel Die Erbin mit Olivia de Havilland und Montgomery Clift in den Hauptrollen verfilmt und mit vier Oscars ausgezeichnet.